# Les Matelles
Les Matelles è un comune francese di 1 643 abitanti situato nel dipartimento dell'Hérault nella regione dell'Occitania.

## Società

### Evoluzione demografica
Abitanti censiti